# Veralipride
La veralipride è un neurolettico che presenta attività antagonista della dopamina a livello dei recettori D2 e attività antigonadotropica. Il farmaco agirebbe ripristinando l'equilibrio neurotrasmettitoriale ipotalamico responsabile delle manifestazioni cardiovascolari e psichiche che accompagnano la menopausa. Stimola, inoltre, la secrezione di prolattina.

## Farmacocinetica
Il farmaco viene bene assorbito per via orale e la concentrazione plasmatica massima si ottiene 2,5 ore dopo la somministrazione. L'emivita della molecola è di 4 ore; la sua clearance totale è di 775 ml/min mentre quella renale è di 250 ml/min.
La DL50, nel topo e nel ratto rispettivamente, è di 3300 e 5200 mg/kg per via orale e di 375 e 520 mg/kg per via intraperitoneale.

## Impiego
La veralipride è proposta nel trattamento dei sintomi psichici (irritabilità, depressione) e cardiovascolari (vampate di calore) associati alla menopausa.
La dose orale di veralipride consigliata è di 100 mg al giorno per 20 giorni. Il trattamento può essere ripetuto a cicli con intervalli di 7-10 giorni l'uno dall'altro.

## Effetti collaterali
La somministrazione orale di veralipride può provocare aumento ponderale, galattorrea, sedazione, sonnolenza, discinesie neuromuscolari e sindromi extrapiramidali.
A causa dell'azione prolattinogena il farmaco è controindicato nei pazienti affetti da iperprolattinemia non funzionale. In presenza di feocromocitoma sono stati segnalati casi di gravi crisi ipertensive. La veralipride è sconsigliata inoltre nei pazienti con porfiria acuta poiché da studi in vitro e su animali è emersa una sua azione porfirinogenica. La terapia a base di veralipride non corregge la carenza estrogena tipica della menopausa né può essere d'aiuto nella profilassi dell'osteoporosi o nella cura delle distrofie della mucosa vaginale. Poiché il farmaco può causare sedazione si sconsiglia lo svolgimento di attività che richiedono veglia e concentrazione, come la guida di autoveicoli.
Il sovradosaggio può produrre crisi discinetiche neuromuscolari localizzate o generalizzate.

## Interazioni con altri farmaci
La veralipride potenzia l'effetto dei farmaci che inducono iperprolattinemia.